# Die lieben Anverwandten
Die lieben Anverwandten ist eine Posse mit Gesang in fünf Acten von Johann Nestroy. Die Erstaufführung fand am 21. Mai 1848 im Wiener Carltheater als Benefizvorstellung für den Dichter statt.

## Inhalt
Der Millionär Stachlbaum verachtet alle seiner Verwandten als Erbschleicher, sogar seinen Enkel Victor hat er verstoßen, weil dieser nicht in eine von ihm arrangierte Hochzeit einwilligt. Victor, selbst ein eigensinniger Egoist, liebt Marie, die einzige, zu der Stachlbaum Zuneigung empfindet. Als dieser ausgerechnet in einem Gasthof in Edelscheins Wohnort übernachten muss, versucht dieser intrigante Heuchler, Stachlbaums Ablehnung ihm gegenüber zu ändern.
„Erleuchte ihn strahlender Himmel, schleud’re Erkenntnißflammen in die Gemüthsnacht dieses finstern Jammergreises!“ (I. Act, 6te Scene)
Stachlbaum liegt krank im Gasthof und muss zuhören, wie Edelschein Marie eine Erbschleicherin nennt und schwört ihm dafür Rache. Victor ist aus Trotz bei Edelschein eingezogen, wo er von diesem und seinen Töchtern gerne aufgenommen wurde. Der einfältige, aber treue Famulus Lampl preist Edelscheins Tugenden in den höchsten Tönen. 
Die Familie Edelschein ist für einige Zeit in die Residenz verreist, wo sie sich gesellschaftlich amüsieren und Herrn von Kammberg als Heiratsaspiranten kennen lernen. Überraschend erscheint Stachlbaum und macht Edelschein das Angebot, in Zukunft bei ihm zu wohnen, was dieser sofort annimmt. Er glaubt, dadurch Stachlbaum völlig für sich einnehmen zu können.
„Bis an die Schwelle des beglückten Hauses laßt uns den Jubelgreis begleiten.“ (II. Act, 9te Scene)
Stachlbaum lässt Victor aus dem Haus weisen, der daraufhin mit seinem treuen Diener Rottner nach Amerika auswandert. Kammberg will Betty heiraten, was Euphrosine zutiefst ärgert – er schachert jedoch ungeniert mit Edelschein um eine möglichst hohe Mitgift. 
Da Stachlbaum sehr gealtert ist, hofft Edelschein auf sein baldiges Ableben, denn durch die Mitgift für Betty und die bald danach folgende für Euphrosine ist er nahezu bankrott. Auch wirbt er ungeniert um Marie, aber ebenfalls nur aus Berechnung auf die Erbschaft. In einem Couplet besingt er die verwirrenden Zeitläufe (nach der März-Revolution):
„[…] Bey die Wahlen durch Stimmen is der Fehler auch das,
Es giebt Mancher sein’ Stimm, und er weiß net für was;
Gar Manch’r is als Wähler für Frankfurt h’neing’rennt,
Der außer d’Frankfurter-Würsteln von Frankfurt nix kennt.“ (IV. Act, 4te Scene)
Lampl bringt einen Brief von Victor für Marie, die ihm endlich die Augen über Edelscheins wahren Charakter öffnen kann. Deshalb sagt er tief enttäuscht diesem den Dienst auf. Wenig später kehrt Victor – der in Amerika keinen Erfolg hatte – arm, aber gebessert zurück. Stachlbaum will grade an diesem Tag sein gesamtes Vermögen verschenken und Edelschein ist sicher, der Begünstigte zu sein. Der Versuch Victors, sich mit seinem Onkel auszusöhnen, wird von Edelschein verhindert und auch Stachlbaum gibt sich unnahbar zu seinem Neffen. Als es allerdings zur Verlesung der Schenkungsurkunde kommt, sieht Edelschein entsetzt, dass Stachlbaums Verhalten ein grausames Spiel mit ihm war: Da er einst Marie so schwer beleidigt hatte, sorgte Stachlbaum dafür, dass er durch die Mitgiftszahlungen sein gesamtes Vermögen verlor, um ihn jetzt durch die Übertragung all seiner Güter an Victor und Marie zu vernichten.
„Wie du damals gleich beym ersten Anblick dieses schuldlose engelsgleiche Geschöpf mit dem Geifer deiner Nichtswürdigkeit besudelt, da hab’ ich dir eine Rache ganz eig’ner Art geschworen.“ (V. Act, 14te Scene)
Zum Schluss stellt sich noch heraus, dass Victors Trotzreaktion wegen der arrangierten Heirat nur durch ein fehlendes klärendes Gespräch zwischen Onkel und Neffe entstand und völlig sinnlos war – denn Stachlbaum wollte damals ohnehin die beiden miteinander verheiraten.

## Werksgeschichte

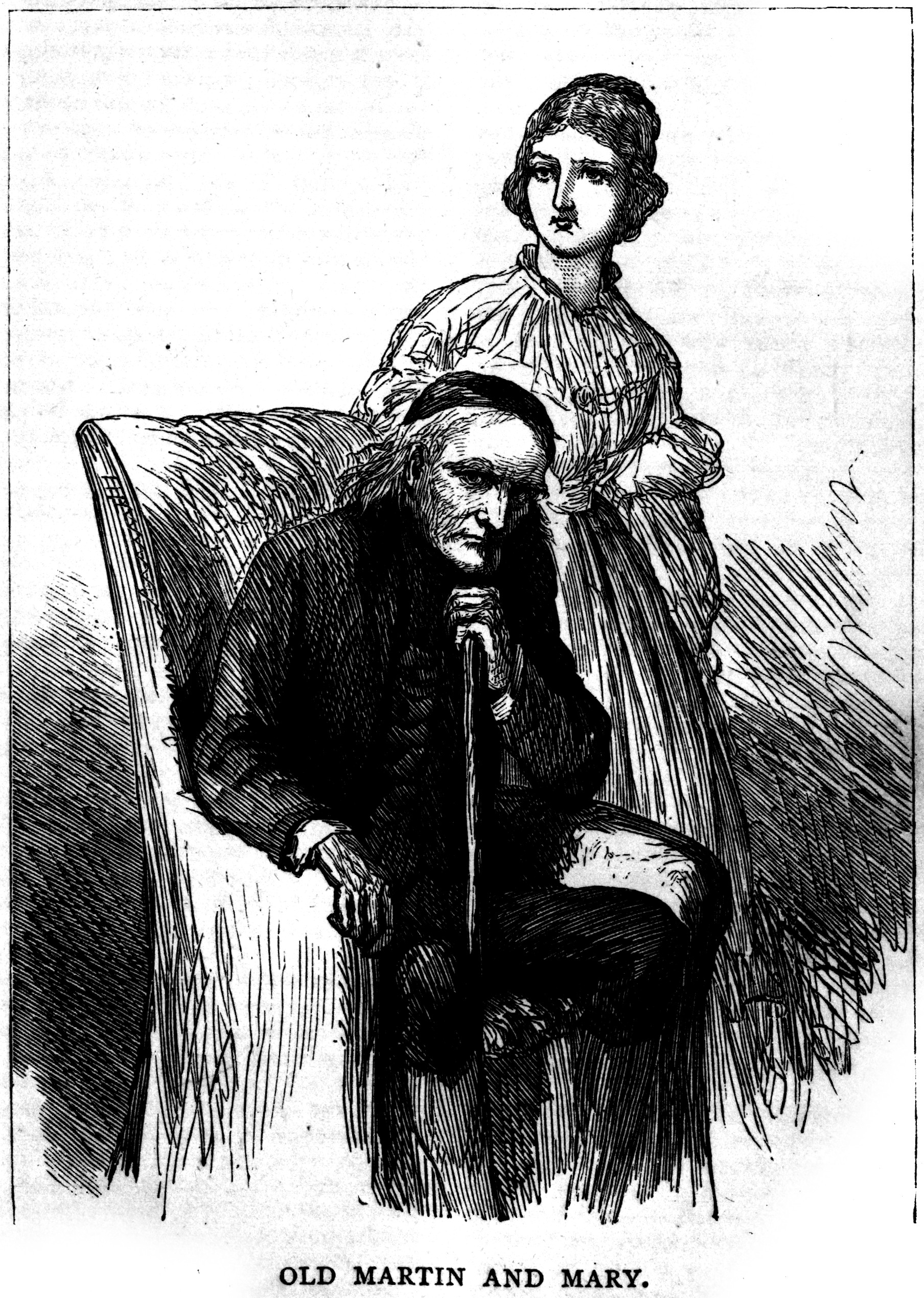
Der alte Chuzzlewit (Stachlbaum) mit Mary (Marie); amerikanische Buchillustration von 1867

Nestroys Quelle für dieses Stück war der Roman The Life and Adventures of Martin Chuzzlewit (Leben und Abenteuer des Martin Chuzzlewit) von Boz (Pseudonym für Charles Dickens, 1812–1870), den dieser zwischen 1843 und 1844 schrieb. Boz/Dickens’ Werk erschien vorerst als Lieferungsroman ab Jänner 1843 in neunzehn Folgen, im Juli 1844 – mit der letzten Folge – kam die englische Buchfassung heraus. Die deutschsprachigen Übersetzungen wurden bereits unter Zugrundelegung der englischen Lieferungen ab 1843 ebenfalls in dieser Form herausgegeben. Von den vier damals vorliegenden Übersetzungen ist durch Textvergleiche jene von Ernest Aubrey Moriarty als Vorlage festgestellt worden.
Nestroy las Moriartys Buch bald nach seinem Erscheinen im Jahre 1844, wie aus einigen Notizen hervorgeht, die er sich für die spätere Verwendung machte. Schon in seinem Werk Die beiden Herren Söhne (1845) sind zumindest drei Ideen aus diesem Werk Dickens’ zu erkennen. Bei seiner Umarbeitung des Dickens-Romans ließ er zwei Handlungsstränge völlig weg, nämlich die Abenteuer Victor/Martins in Amerika und die Kriminalgeschichte um die betrügerische Lebensversicherungsgesellschaft Tigg/Schwimmels. Auch bei den handelnden Personen hatte er einige eliminiert, andere Charaktere zusammengelegt oder umgearbeitet. Da weite Teile des Romans in Dialogform gehalten sind – eine typische Eigenart von Lieferungsromanen um Zeilen zu schinden – konnte er ganze Passagen nahezu unverändert übernehmen. Der Ausgangspunkt, das Missverständnis zwischen Stachlbaum und Victor, ist ein in der Komödie häufig vorkommendes Sujet und nimmt wie so oft das „glückliche Ende“ schon vorweg. Der bescheidene Raum, den die Liebeshandlung einnimmt, ist typisch für Nestroy, ebenso die Hochzeit und Erbschaft zum Schlusse. Bei den Romanfiguren hat sich Nestroy diejenigen herausgesucht, die für die komischen Szenen wichtig sind, andere gestrichen (praktisch alle Verwandten) oder mit wenigen Sätzen abgetan (Chevy Slime/Wolkner, Montague Tigg/Schwimmel, Mrs. Gamp/Frau Platzerin). An neuen Figuren hatte Nestroy nur das Gasthauspersonal (Salerl, Franz) und den Arzt Dr. Funk erfunden.
Bei Barbara Rita Krebs ist zu lesen, dass Die lieben Anverwandten zu den fünf am ärgsten durchgefallenen Stücken Nestroys zählt, die vier anderen wären Der Zauberer Sulphurelectrimagneticophosphoratus (1834), Eine Wohnung ist zu vermiethen in der Stadt (1837), Nur Ruhe! (1843) und Heimliches Geld, heimliche Liebe (1853). Direktor Carl Carl hatte bei den Bühnendekorationen gespart, Nestroy war nicht sattelfest, der Souffleur (nach zeitgenössischen Berichten) aufdringlich zu hören. Das Couplet des IV. Actes erzürnte das Publikum, da der Dichter in dessen Augen darin die Erfolge der Revolution verhöhnte. Das bald darauf folgende Stück Freiheit in Krähwinkel (1848) wird von einigen Literaturhistorikern sozusagen als „Entschuldigung an die Wiener Patrioten“ gesehen.
Otto Basil schreibt, dass sich Nestroy wegen der stürmischen Proteste „bleich und zitternd“ in seiner Garderobe eingeriegelt habe, während Direktor Carl das Publikum zu beruhigen versuchte. Auch Helmut Ahrens beschreibt diese Szene mit Sprechchören („Abbitten! Abbitten! Abbitten!“), sowie Versuche des Publikums, die Bühne zu stürmen und die Schauspieler zu verprügeln. Allerdings nennen beide für diese drastische Schilderung keine Quelle und in den Werken über Carls Direktionszeit – Friedrich Kaiser (Theaterdirektor Carl), Adolf Bäuerle (Director Carl) oder Karl Haffner (Scholz und Nestroy) – ist nichts davon zu finden.
Johann Nestroy spielte den Edelschein, Wenzel Scholz den Famulus Lampl, Alois Grois den Stachlbaum, Franz Gämmerler den Herrn von Kammberg. Nach dem Misserfolg bei der Premiere wurde das Stück von Nestroy gekürzt, so dass die Figuren Wolkner und Schwimmel nicht mehr vorkamen. Mehr als insgesamt nur drei Aufführungen erlebte das Stück nicht.
Das Originalmanuskript Nestroys, bei dem Umschlagbogen, Titel und Personenverzeichnis fehlen, ist erhalten, ebenso ein Manuskript des IV. Actes mit Lied und Monolog Edelscheins. Ein Manuskript der Rohfassung ist fragmentarisch ebenfalls erhalten, auf dem Umschlagbogen ist der ursprünglich vorgesehene Titel Ich durchgestrichen und mit Anverwandte ersetzt.

## Zeitgenössische Rezeption
In allen Theaterzeitschriften wurde über die katastrophale Aufnahme des Stückes berichtet – fast überall aber auch darauf hingewiesen, dass Nestroy schon etliche ausgezeichnete Bühnenstücke geliefert habe und auch in Zukunft derartige von ihm zu erwarten seien. Die Kritiker beklagten allerdings sehr, dass der Dichter die gerade erst errungene Zensurfreiheit nicht zu nützen verstanden hätte.
Das Ergänzungsblatt der Sonntagblätter berichtete schon einen Tag nach der Erstaufführung, am 22. Mai 1848 (Nr. 49, S. 204):
„Das größte Verbrechen das ein dramatischer, überhaupt ein Schriftsteller begehen kann, ist – langweilen. […] Die vorgeführte Posse hätte mit Weglassung einiger Couplets eben so unter dem für treue Dienste mit 16.000 fl. CM. pensionirten Excellenzspitzel aufgeführt werden können, als jetzt; es scheint fast daß es unter Sedlnitzky’schen Dunstkreise noch entstanden ist.“
Der Humorist, stets bereit, Nestroys Werke kritisch zu betrachten, schrieb am 23. Mai (Jg. 12, Nr. 123, S. 510):
„Aber der vortreffliche Roman ward zu einer entsetzlich langweiligen Posse.“
Derselbe Rezensent verfasste auch die Kritik in der Wiener Zeitschrift vom selben Tage (Jg. 33, Nr. 105, S. 419):
„Übrigens haben wir einen Entschuldigungsgrund, daß das Stück wahrscheinlich schon vor der Revolution geschrieben, daher genommen, weil der Souffleur Nestroy so laut soufflierte, daß man ihn zur Ruhe rufen mußte.“
Die ausführlichste Rezension stand im Wanderer, ebenfalls vom 23. Mai (Nr. 123, ohne Seitenangaben), allerdings mit einer Verballhornung des Dickens’schen Originaltitels:
„Bemerkt muß noch werden, daß das Sujet kein Original, sondern, wie ich mich genau entsinne, nach Boz’s ‚Martin Guglewitz‘ ist. Was aber durch Boz’s Schilderung im Romane höchst karakteristisch wird, ist für die Posse unbrauchbar und in der Darstellung höchst fade. Das Haus war ungeheuer voll.“
In der Wiener Theaterzeitung wurde nach der Kritik am Stück erwähnt, dass Nestroy bereits an einem neuen, „ganz nach den herrschenden Anforderungen“ (Zitat) berechneten Stück arbeite. Es handelte sich dabei um das schon erwähnte Werk Freiheit in Krähwinkel.

## Spätere Interpretationen
Otto Rommel nennt Nestroys Bearbeitung oberflächlich, die Abfuhr sei deshalb durchaus berechtigt gewesen. Die Form einer fünfaktigen Posse mit Gesang habe für die Bewältigung von Paul de Kocks La maison blanche als Glück, Mißbrauch und Rückkehr gereicht, sei allerdings zu eng für Dickens’ episches Meisterwerk gewesen.
Helmut Ahrens bezeichnet Nestroys Versuch, den 1000 Seiten langen Roman in ein 100 Seiten starkes Theatermanuskript komprimieren zu wollen, als allzu kühne Aufgabe, sei es doch der anspruchsvollste Text gewesen, den er zu bearbeiten gewagt habe. Die heftigen Reaktionen auf sein Couplet über die Nationalversammlung in Frankfurt (siehe oben) hätten ihn völlig überrascht und erschreckt und wären der Grund für die Streichung dieser Passagen gewesen.
Mautner kritisiert, der Dichter habe den Text, um aktuell zu scheinen, „nachträglich mit politischen Aperçus, zeigemäßen Witzen und Coupletstrophen gespickt“ (Zitat).
Walla stellt fest, Nestroy habe mit seinem ironischen Titel der „lieben“ Verwandten den passenden Einstieg gefunden, zu dem die streitenden Töchter und der sie unbedingt verheiraten wollende Vater durchaus passen. Mit dessen Figur (Edelschein) habe er das Thema der Heuchelei, Frömmelei und Täuschung gezeichnet, in den Figuren des hochstaplerischen Wolkner, des betrügerischen Schwimmel, der egoistischen faulen Frau Platzerin, des heißblütigen, aber eigentlich feigen Gluth, des adelsstolzen Kammberg, der dennoch knickerig um die Mitgift feilscht, ein Sammelsurium keineswegs unnötiger Nebenfiguren auf die Bühne gebracht – kommentiert durch Victors Ausspruch: „Jeder ist sich selbst der Nächste!“ (I. Act, 8te Scene)
Barbara Krebs, die wie erwähnt dieses Stück zu Nestroys größten Misserfolgen dazuzählt, gibt als Grund an, dass der Dichter auf den „Einbruch der Tagespolitik“ – die Wiener Märzrevolution – fast nicht oder wenigstens nur unzureichend reagiert habe. Der tagespolitische Bezug schien dem Publikum mit den aufgesetzt wirkenden Couplets zu dünn konstruiert, es habe darin lediglich eine „revolutionäre Verbrämung“ (Zitat) gesehen. Der Misserfolg und die scharfen Publikumsreaktionen seien deshalb nur zum Teil der unzweifelhaft vorhandenen Schwäche des Stückes anzukreiden, ebenso, wenn nicht sogar mehr, den politisch-gesellschaftlichen Zeitumständen. Doch trage auch die Auswahl der Quelle, nämlich der nahezu kaum bühnenwirksam zu dramatisierende Roman von Charles Dickens, viel dazu bei.